# Герои Социалистического Труда Калужской области
В настоящий список включены:

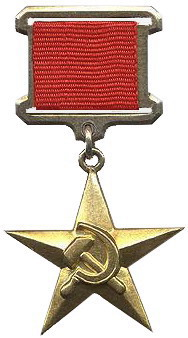
Золотая медаль «Серп и Молот»

- Герои Социалистического Труда, на момент присвоения звания проживавшие на территории Калужской области, — 32 человека;
- уроженцы Калужской области, удостоенные звания Героя Социалистического Труда в других регионах СССР, — 101 человек;
- Герои Социалистического Труда, прибывшие в Калужскую область на постоянное проживание из других регионов СССР, — 9 человек.

Герои, удостоенные звания посмертно, выделены в списке  серым цветом .
Вторая и третья части списка могут быть неполными из-за отсутствия данных о месте рождения и смерти ряда Героев.
В таблицах отображены фамилия, имя и отчество Героев, должность и место работы на момент присвоения звания, дата Указа Президиума Верховного Совета СССР, отрасль народного хозяйства, место рождения/проживания, а также ссылка на биографическую статью на сайте «Герои страны». Формат таблиц предусматривает возможность сортировки по указанным параметрам путём нажатия на стрелку в нужной графе.

## История
Первым в Калужской области звания Героя Социалистического Труда был удостоен железнодорожник П. Д. Паршуков. Высшая степень отличия была присвоена ему Указом Президиума Верховного Совета СССР от 1 августа 1959 года за выдающиеся успехи, достигнутые в деле развития железнодорожного транспорта.
Половина Героев Социалистического Труда в области приходится на работников сельского хозяйства — 16 человек; машиностроение — 6; радиопромышленность — 3; атомная промышленность — 2; электронная, лёгкая, пищевая промышленность, строительство, транспорт — по 1.

## Лица, удостоенные звания Героя Социалистического Труда в Калужской области
| №  | Фамилия, имя, отчество           | Даты жизни              | Деятельность | Дата присвоения | Отрасль        | Место рождения         | ГС        |
| -- | -------------------------------- | ----------------------- | --- | --------------- | -------------- | ---------------------- | --------- |
| 1  | Аманшин Виктор Петрович          | 13.02.1915 — 12.06.1977 | Слесарь Калужского электромеханического завода Министерства радиопромышленности СССР                                                                              | 29.07.1966      | радиопром      | Калуга                 | [ ГС 1 ]  |
| 2  | Балабаева Прасковья Даниловна    | 01.07.1913 — 01.12.2002 | Доярка колхоза «Путь к коммунизму» Дзержинского района Калужской области                                                                                          | 07.03.1960      | сельхоз        | Дзержинский район      | [ ГС 2 ]  |
| 3  | Белан Николай Изотович           | 25.12.1924 — 21.05.1994 | Бригадир тракторной бригады колхоза имени Ленина Боровского района Калужской области                                                                              | 23.06.1966      | сельхоз        | *Костанайская область  | [ ГС 3 ]  |
| 4  | Белинская Антонина Антоновна     | 1928 — 18.01.2005       | Доярка колхоза «Авангард» Малоярославецкого района Калужской области                                                                                              | 08.04.1971      | сельхоз        | Тарусский район        |           |
| 5  | Борискин Валентин Акимович       | 24.06.1928 — 22.11.2019 | Токарь Людиновского тепловозостроительного завода Министерства тяжёлого, энергетического и транспортного машиностроения СССР, Калужская область                   | 09.07.1966      | машиностроение | Людиновский район      | [ ГС 4 ]  |
| 6  | Волков Виктор Николаевич         | 1927 — ????             | Бригадир токарей-расточников завода «Калугаприбор» Министерства промышленности средств связи СССР, гор. Калуга                                                    | 08.06.1977      | радиопром      | Малоярославецкий район | [ ГС 5 ]  |
| 7  | Волхонская Александра Андреевна  | 1927 — ????             | Доярка Карачевской птицефабрики Калужского района Калужской области                                                                                               | 22.03.1966      | сельхоз        | Думиничский район      | [ ГС 6 ]  |
| 8  | Гущин Михаил Васильевич          | 1924 — 09.07.1976       | Звеньевой опытно-производственного хозяйства Калужской областной государственной сельскохозяйственной опытной станции, Перемышльский район                        | 11.12.1973      | сельхоз        | Перемышльский район    | [ ГС 7 ]  |
| 9  | Доронина Тамара Николаевна       | 1930 — ????             | Свинарка колхоза имени Чапаева Дзержинского района Калужской области                                                                                              | 08.04.1971      | сельхоз        | *Пермский край         | [ ГС 8 ]  |
| 10 | Евстигнеев Игорь Иванович        | 03.12.1934 — 06.12.2020 | Кузнец Калужского машиностроительного завода Министерства тяжёлого, энергетического и транспортного машиностроения СССР                                           | 05.04.1971      | машиностроение | Мещовский район        | [ ГС 9 ]  |
| 11 | Емельянова Валентина Игнатьевна  | 05.04.1922 — 26.09.2002 | Аппаратчица Калужского комбината синтетических душистых веществ Министерства пищевой промышленности СССР                                                          | 21.07.1966      | пищепром       | Медынский район        | [ ГС 10 ] |
| 12 | Ермаков Иван Михайлович          | 22.09.1924 — 25.03.1997 | Председатель колхоза «Протва» Угодско-Заводского района Калужской области                                                                                         | 08.04.1971      | сельхоз        | Жуковский район        | [ ГС 11 ] |
| 13 | Казаков Валентин Петрович        | 1927—2004               | Бригадир монтажников Калужского управления строительства Министерства промышленного строительства СССР                                                            | 05.04.1971      | строительство  | Калужская область      | [ ГС 12 ] |
| 14 | Корягин Василий Яковлевич        | 05.02.1913 — 23.02.1990 | Директор совхоза «Красный сад» Мещовского района Калужской области                                                                                                | 08.04.1971      | сельхоз        | *Ивановская область    | [ ГС 13 ] |
| 15 | Круглов Алексей Дмитриевич       | 20.08.1929 — 30.12.2000 | Токарь-карусельщик Калужского турбинного завода Министерства судостроительной промышленности СССР                                                                 | 26.04.1971      | машиностроение | Ферзиковский район     | [ ГС 14 ] |
| 16 | Куликов Дмитрий Дмитриевич       | 26.04.1913 — 09.10.1996 | Директор Калужского электромеханического завода Министерства радиопромышленности СССР                                                                             | 26.04.1971      | радиопром      | Бабынинский район      | [ ГС 15 ] |
| 17 | Лейпунский Александр Ильич       | 07.12.1903 — 14.08.1972 | Научный руководитель Физико-энергетического института Государственного производственного комитета по среднему машиностроению СССР, гор. Обнинск Калужской области | 06.12.1963      | атомпром       | *Польша                | [ ГС 16 ] |
| 18 | Малых Владимир Александрович     | 20.01.1923 — 24.07.1973 | Заместитель директора по научной работе Обнинского физико-энергетического института Министерства среднего машиностроения СССР, Калужская область                  | 29.07.1966      | атомпром       | *Свердловская область  | [ ГС 17 ] |
| 19 | Марусева Наталья Ивановна        | 1922 — ????             | Бригадир тракторно-полеводческой бригады колхоза имени Ленина Ферзиковского района Калужской области                                                              | 08.04.1971      | сельхоз        | Ферзиковский район     | [ ГС 18 ] |
| 20 | Микайлова Анастасия Васильевна   | 10.11.1931 — 05.06.2019 | Оператор машинного доения племсовхоза «Ворсино» Боровского района Калужской области                                                                               | 23.12.1976      | сельхоз        | *Смоленская область    | [ ГС 19 ] |
| 21 | Паршуков Павел Дмитриевич        | 17.04.1928 — 09.11.1995 | Старший машинист паровозного депо Фаянсовая Московско-Киевской железной дороги, Калужская область                                                                 | 01.08.1959      | транспорт      | *Курская область       | [ ГС 20 ] |
| 22 | Прудников Григорий Николаевич    | 02.12.1905 — 1974       | Председатель колхоза «Первое Мая» Калужского района Калужской области                                                                                             | 22.03.1966      | сельхоз        | *Смоленская область    | [ ГС 21 ] |
| 23 | Пряхин Валерий Владимирович      | 02.04.1933 — 14.10.2016 | Директор Калужского турбинного завода Министерства судостроительной промышленности СССР                                                                           | 31.07.1985      | машиностроение | *Москва                | [ ГС 22 ] |
| 24 | Разуваева Анастасия Илларионовна | 1929 — ????             | Доярка племенного завода «Кудиново» Малоярославецкого района Калужской области                                                                                    | 22.03.1966      | сельхоз        | Малоярославецкий район | [ ГС 23 ] |
| 25 | Розмахова Анна Васильевна        | 26.01.1928 — 24.02.2004 | Бригадир свиноводческой фермы совхоза «Ворсино» Боровского района Калужской области                                                                               | 22.03.1966      | сельхоз        | *Московская область    | [ ГС 24 ] |
| 26 | Рыжова Александра Ивановна       | род. 1939               | Испытатель деталей Калужского радиолампового завода Министерства электронной промышленности СССР                                                                  | 10.03.1981      | электронпром   | Калужская область      | [ ГС 25 ] |
| 27 | Сергеев Григорий Иванович        | 06.06.1922 — 17.04.2002 | Слесарь Калужского завода автомотоэлектрооборудования Министерства автомобильной промышленности СССР                                                              | 05.04.1971      | машиностроение | *Самарская область     | [ ГС 26 ] |
| 28 | Сизова (Попова) Лидия Павловна   | 27.04.1930 — 20.01.2013 | Ткачиха Ермолинского хлопчатобумажного комбината Министерства лёгкой промышленности РСФСР, Калужская область                                                      | 05.04.1971      | легпром        | Боровский район        | [ ГС 27 ] |
| 29 | Сонин Георгий Иванович           | 21.11.1903 — 16.12.1987 | Председатель колхоза «Россия» Козельского района Калужской области                                                                                                | 23.06.1966      | сельхоз        | Сухиничский район      | [ ГС 28 ] |
| 30 | Субочев Александр Михайлович     | 03.01.1931 — 21.11.2015 | Бригадир слесарей Людиновского тепловозостроительного завода Министерства тяжёлого, энергетического и транспортного машиностроения СССР, Калужская область        | 05.04.1971      | машиностроение | Жуковский район        | [ ГС 29 ] |
| 31 | Сычёв Пётр Иванович              | 19.01.1906 — 04.08.1969 | Председатель колхоза имени Орджоникидзе Козельского района Калужской области                                                                                      | 23.06.1966      | сельхоз        | Козельский район       | [ ГС 30 ] |
| 32 | Цветков Василий Николаевич       | 14.01.1907 — 19.06.1976 | Директор племенного завода «Кудиново» Малоярославецкого района Калужской области                                                                                  | 22.03.1966      | сельхоз        | *Смоленская область    | [ ГС 31 ] |

## Уроженцы Калужской области, удостоенные звания Героя Социалистического Труда в других регионах СССР
| № | Фамилия, имя, отчество     | Даты жизни              | Деятельность | Дата присвоения       | Отрасль        | Место рождения       | ГС       |
| - | -------------------------- | ----------------------- | --- | --------------------- | -------------- | -------------------- | -------- |
| 1 | Белобородов Иван Фёдорович | 23.12.1909 — 22.08.1985 | Директор Ижевского машиностроительного завода Министерства оборонной промышленности СССР; генеральный директор производственного объединения «Ижмаш» Министерства оборонной промышленности СССР, Удмуртская АССР                                                       | 28.07.1966 21.12.1979 | оборонпром     | Спас-Деменский район | [ ГС 1 ] |
| 2 | Воронин Павел Андреевич    | 12.07.1903 — 08.09.1984 | Заместитель Народного Комиссара авиационной промышленности СССР, начальник главного управления истребительной авиации; генеральный директор Московского авиационного производственного объединения имени П. В. Дементьева Министерства авиационной промышленности СССР | 08.09.1941 02.02.1982 | машиностроение | Калуга               | [ ГС 2 ] |

| №  | Фамилия, имя, отчество         | Даты жизни              | Деятельность | Дата присвоения | Отрасль            | Место рождения         | ГС        |
| -- | ------------------------------ | ----------------------- | --- | --------------- | ------------------ | ---------------------- | --------- |
| 1  | Алексеев Семён Михайлович      | 24.12.1909 — 04.02.1993 | Главный конструктор завода № 918 Государственного комитета Совета Министров СССР по авиационной технике, Московская область | 17.06.1961      | машиностроение     | Юхновский район        | [ ГС 3 ]  |
| 2  | Алпаткин Михаил Савельевич     | 05.11.1934 — 17.07.2009 | Вальцовщик Кольчугинского завода по обработке цветных металлов имени Серго Орджоникидзе Министерства цветной металлургии СССР, Владимирская область | 02.03.1981      | металлургия        | Ульяновский район      | [ ГС 4 ]  |
| 3  | Архипов Иван Васильевич        | 01.05.1907 — 28.02.1998 | Заместитель председателя Совета Министров СССР, Москва | 29.04.1977      | госуправление      | Калуга                 | [ ГС 5 ]  |
| 4  | Асташкевич Семён Семёнович     | 01.02.1919 — 27.09.1995 | Начальник механизированной колонны № 30 треста «Востоксибэлектросетьстрой» Министерства транспортного строительства СССР, Иркутская область | 02.06.1962      | строительство      | Калуга                 | [ ГС 6 ]  |
| 5  | Беликов Кузьма Артемьевич      | 25.06.1926 — 18.04.2000 | Токарь Лианозовского электромеханического завода производственного объединения «Утёс» Министерства радиопромышленности СССР, гор. Москва | 26.04.1971      | радиоэлектронпром  | Ульяновский район      | [ ГС 7 ]  |
| 6  | Белов Александр Евстафьевич    | 12.09.1935 — 21.11.2013 | Помощник мастера Тушинской чулочной фабрики Министерства текстильной промышленности РСФСР, гор. Москва | 03.06.1982      | легпром            |                        | [ ГС 8 ]  |
| 7  | Бобкова Валентина Ивановна     | 23.02.1921 — 05.03.1981 | Ткачиха Московского шёлкового комбината имени Розы Люксембург «Красная Роза» Министерства лёгкой промышленности РСФСР | 09.06.1966      | легпром            | Медынский район        | [ ГС 9 ]  |
| 8  | Богомолов Алексей Фёдорович    | 02.06.1913 — 12.04.2009 | Главный конструктор систем радиотелеметрических измерений и контроля траектории полёта ракеты-носителя, Московский энергетический институт Министерства высшего образования СССР                                                                              | 21.12.1957      | радиоэлектронпром  | Юхновский район        | [ ГС 10 ] |
| 9  | Большев Александр Саввич       | 23.02.1914 — 13.01.1996 | Директор завода имени Лепсе Министерства авиационной промышленности СССР, гор. Киров | 26.04.1971      | машиностроение     | Медынский район        | [ ГС 11 ] |
| 10 | Брызгалова Варвара Степановна  | 18.12.1929 — 30.12.2020 | Свинарка совхоза «Талдом» Талдомского района Московской области | 22.03.1966      | сельхоз            | Тарусский район        | [ ГС 12 ] |
| 11 | Бубчиков Иван Иосифович        | 30.01.1885 — 16.04.1947 | Начальник укладочного поезда строительства № 2 | 05.11.1943      | транспорт          | Юхновский район        | [ ГС 13 ] |
| 12 | Бурков Пётр Григорьевич        | 28.08.1927 — 01.10.2002 | Старший конвертерщик Кировградского медеплавильного комбината Свердловского совнархоза | 09.06.1961      | металлургия        |                        | [ ГС 14 ] |
| 13 | Бурлачков Георгий Николаевич   | 29.12.1916 — 13.01.1986 | Управляющий отделением конного завода № 33, Ново-Кубанский район Краснодарского края | 17.05.1952      | сельхоз            | Сухиничский район      | [ ГС 15 ] |
| 14 | Бурмистров Пётр Васильевич     | 30.06.1927 — 23.04.2004 | Машинист экскаватора Братскгэсстроя Министерства энергетики и электрификации СССР, Иркутская область | 23.02.1966      | энергетика         | Спас-Деменский район   | [ ГС 16 ] |
| 15 | Бушуев Константин Давыдович    | 23.05.1914 — 26.10.1978 | Заместитель главного конструктора по разработке искусственного спутника Земли, ОКБ-1 Государственного Комитета Совета Министров СССР по оборонной технике, гор. Калининград Московской области                                                                | 21.12.1957      | машиностроение     | Мосальский район       | [ ГС 17 ] |
| 16 | Валуев Василий Фёдорович       | 1922 — ????             | Машинист экскаватора строительного управления «Экскавация» треста «Череповецметаллургстрой» Ленинградского совнархоза, гор. Череповец Вологодской области | 05.09.1963      | строительство      | Сухиничский район      | [ ГС 18 ] |
| 17 | Веселов Иван Иванович          | 1882 — 03.01.1960       | Бригадир колхоза «Ударник полей» Промышленновского района Кемеровской области | 25.02.1949      | сельхоз            |                        | [ ГС 19 ] |
| 18 | Власов Евгений Александрович   | 1927 — 09.11.1986       | Слесарь-сборщик Московского завода электровакуумных приборов производственного объединения «Московский электроламповый завод» Министерства электронной промышленности СССР                                                                                    | 29.03.1976      | радиоэлектронпром  |                        | [ ГС 20 ] |
| 19 | Волков Иван Михайлович         | 01.01.1926 — 02.07.2006 | Электросварщик специализированного управления № 6 сварочно-монтажного треста Министерства газовой промышленности СССР, Коми АССР | 30.03.1971      | газпром            | Ферзиковский район     | [ ГС 21 ] |
| 20 | Восколупова Надежда Ивановна   | род. 07.06.1941         | Прессовщица Славянского керамического комбината Министерства промышленности строительных материалов Украинской ССР, Донецкая область | 22.05.1986      | промстройматериалы |                        | [ ГС 22 ] |
| 21 | Галанкин Алексей Михайлович    | 27.06.1915 — 1979       | Машинист экскаватора Ленинградского специализированного управления треста «Гидроспецфундаментстрой» Министерства монтажных и специальных строительных работ СССР                                                                                              | 07.05.1971      | строительство      |                        | [ ГС 23 ] |
| 22 | Галанов Павел Иванович         | 15.02.1922 — 26.12.2012 | Слесарь-сборщик Головного производственно-технического предприятия Министерства радиопромышленности СССР, гор. Москва | 26.09.1979      | радиоэлектронпром  | Медынский район        | [ ГС 24 ] |
| 23 | Глушатов Василий Прохорович    | 21.03.1926 — 23.10.2016 | Токарь Сибирского завода тяжёлого электромашиностроения Министерства электротехнической промышленности СССР, гор. Новосибирск | 08.08.1966      | электропром        | Калуга                 | [ ГС 25 ] |
| 24 | Горбачёва Татьяна Никифоровна  | 14.01.1930 — 06.07.2008 | Доярка госплемзавода «Великая Буромка» Чернобаевского района Черкасской области | 21.12.1983      | сельхоз            | Жиздринский район      | [ ГС 26 ] |
| 25 | Грибанов Василий Фёдорович     | 10.03.1925 — 05.04.2003 | Мастер Перовского завода по ремонту электроподвижного состава Московского областного совнархоза | 01.08.1959      | транспорт          |                        | [ ГС 27 ] |
| 26 | Гудов Иван Иванович            | 21.01.1907 — 04.10.1983 | Бывший фрезеровщик Московского станкостроительного завода имени С. Орджоникидзе Министерства станкостроительной и инструментальной промышленности СССР, ветеран стахановского движения                                                                        | 22.09.1975      | станкостроение     | Ульяновский район      | [ ГС 28 ] |
| 27 | Гуляев Никита Фадеевич         | 28.09.1899 — 19.07.1980 | Начальник шахты № 35/35-бис комбината «Сталинуголь» Министерства угольной промышленности западных районов СССР, Сталинская область | 28.08.1948      | углепром           | Ульяновский район      | [ ГС 29 ] |
| 28 | Дёмин Иван Михайлович          | 02.01.1915 — 13.01.1992 | Директор Минского автомобильного завода Министерства автомобильной промышленности СССР | 25.02.1975      | машиностроение     | Перемышльский район    | [ ГС 30 ] |
| 29 | Дёмин Максим Андреевич         | 15.08.1913 — 01.03.1974 | Бригадир арматурщиков завода железобетонных изделий № 19 Главмоспромстроймтериалов Мосгорисполкома | 07.05.1971      | промстройматериалы |                        |           |
| 30 | Драгавцев Александр Михайлович | 09.11.1914 — 30.11.1976 | Главный конструктор проекта Проектно-конструкторского бюро по проектированию путевых комбайнов Всесоюзного научно-исследовательского института железнодорожного транспорта Министерства путей сообщения СССР, Москва                                          | 01.08.1959      | транспорт          | Медынский район        | [ ГС 31 ] |
| 31 | Езерский Евгений Васильевич    | 14.01.1934 — 18.12.2004 | Зуборезчик Сызранского завода тяжёлого машиностроения Министерства тяжёлого, энергетического и транспортного машиностроения СССР, Куйбышевская область | 03.01.1974      | машиностроение     | Людиновский район      | [ ГС 32 ] |
| 32 | Еремеев Александр Сергеевич    | 12.11.1897 — 1979       | Заместитель главного конструктора завода «Электросила» имени С. М. Кирова Ленинградского совнархоза | 21.06.1957      | машиностроение     | Козельский район       | [ ГС 33 ] |
| 33 | Ефимцев Григорий Владимирович  | 25.11.1909 — 20.08.1976 | Обжигальщик кольцевых печей Бескудниковского керамического завода Главмоспромстройматериалов, гор. Москва | 21.06.1963      | промстройматериалы | Сухиничский район      | [ ГС 34 ] |
| 34 | Жуков Ермолай Семёнович        | 1881—1953               | Крепильщик шахты № 1—2 Смолянка комбината «Сталинуголь» Министерства угольной промышленности западных районов СССР, Сталинская область | 28.08.1948      | углепром           |                        | [ ГС 35 ] |
| 35 | Захаренков Валерий Семёнович   | 21.01.1940 — 17.01.1992 | Оператор по добыче нефти и газа газопромыслового управления № 1 Уренгойского производственного объединения по добыче газа имени С. А. Оруджева Главтюменгазпрома Министерства газовой промышленности СССР, Ямало-Ненецкий автономный округ Тюменской области  | 13.06.1986      | газпром            | Спас-Деменский район   | [ ГС 36 ] |
| 36 | Зверев Александр Дмитриевич    | 01.09.1911 — 15.04.1986 | Начальник Главного управления химического оборудования Министерства среднего машиностроения СССР, генерал-майор, гор. Москва | 07.03.1962      | атомпром           | Барятинский район      | [ ГС 37 ] |
| 37 | Зотов Василий Петрович         | 17.03.1899 — 06.02.1977 | Министр пищевой промышленности СССР, гор. Москва | 14.03.1969      | пищепром           | Малоярославецкий район | [ ГС 38 ] |
| 38 | Ивченко Татьяна Петровна       | 05.12.1924 — 29.04.1993 | Свинарка совхоза «Большевик» Новосибирского района Новосибирской области | 08.04.1971      | сельхоз            | Жиздринский район      | [ ГС 39 ] |
| 39 | Ионов Иван Иванович            | 19.09.1926 — 12.06.1997 | Старший мастер Алапаевского металлургического комбината Министерства чёрной металлургии СССР, Свердловская область | 30.03.1971      | металлургия        |                        | [ ГС 40 ] |
| 40 | Канарейкин Виктор Васильевич   | 20.11.1924 — 13.07.1997 | Сталевар мартеновского цеха Днепровского металлургического завода имени Ф. Э. Дзержинского Днепропетровского совнархоза, гор. Днепродзержинск | 19.07.1958      | металлургия        | Мосальский район       | [ ГС 41 ] |
| 41 | Капустин Анатолий Андреевич    | 03.10.1934 — 09.01.2022 | Слесарь-механик Центрального научно-исследовательского института «Агат» Министерства судостроительной промышленности СССР, гор. Москва | 04.12.1974      | машиностроение     | Кировский район        | [ ГС 42 ] |
| 42 | Карпов Иван Васильевич         | 27.10.1912 — ????       | Бригадир штукатуров треста «Ленотделстрой» № 1, гор. Ленинград | 21.06.1957      | строительство      | Мосальский район       | [ ГС 43 ] |
| 43 | Кирсанов Михаил Иванович       | 01.09.1929 — 23.01.2008 | Шлифовщик завода автотракторной осветительной арматуры «Красный Октябрь» Министерства тракторного и сельскохозяйственного машиностроения СССР, Киржачский район Владимирской области                                                                          | 03.01.1974      | машиностроение     | Думиничский район      | [ ГС 44 ] |
| 44 | Ковалёва Елизавета Ивановна    | 11.07.1909 — 01.1982    | Директор Пушкарёвской начальной школы Черняховского района Калининградской области | 27.04.1966      | образование        | Мещовский район        | [ ГС 45 ] |
| 45 | Коптюг Валентин Афанасьевич    | 09.06.1931 — 10.01.1997 | Директор Новосибирского института органической химии имени Н. Н. Ворожцова, Председатель Сибирского отделения Академии наук СССР, вице-президент АН СССР | 22.05.1986      | наука              | Юхновский район        | [ ГС 46 ] |
| 46 | Коровенков Никонор Иванович    | 1918 — 24.05.1977       | Машинист экскаватора треста «Мосинжстроймеханизация» Главмосинжстроя Мосгорисполкома, гор. Москва | 07.05.1971      | строительство      |                        | [ ГС 47 ] |
| 47 | Кузнецов Николай Андреевич     | 1924 — ????             | Директор совхоза имени Ленина Каменско-Днепровского района Запорожской области | 07.07.1986      | сельхоз            | Куйбышевский район     |           |
| 48 | Кузякин Александр Никитович    | 21.03.1921 — 01.12.1990 | Бригадир монтажников строительно-монтажного управления № 2 треста «Мосгазпроводстрой» Министерства газовой промышленности СССР, Московская область | 30.03.1971      | газпром            | Сухиничский район      | [ ГС 48 ] |
| 49 | Кургузов Владимир Михайлович   | 05.02.1926 — 01.10.1988 | Начальник Центрального телеграфа Министерства связи СССР, гор. Москва | 03.07.1986      | связь              | Куйбышевский район     | [ ГС 49 ] |
| 50 | Лёвин Алексей Гаврилович       | род. 08.05.1936         | Начальник управления по производству специальных отделочных работ в транспортном строительстве «Союзметроспецстрой» Министерства транспортного строительства СССР, гор. Москва                                                                                | 05.10.1990      | строительство      | Медынский район        | [ ГС 50 ] |
| 51 | Лисицын Фёдор Андреевич        | 1919 — ????             | Забойщик шахты № 10 имени Артёма треста «Ворошиловуголь» Министерства угольной промышленности Украинской ССР, Ворошиловградская область | 26.04.1957      | углепром           | Ульяновский район      | [ ГС 51 ] |
| 52 | Любимов Николай Николаевич     | 07.12.1894 — 08.04.1975 | Заведующий кафедрой международных экономических отношений и внешнеэкономических связей Московского государственного института международных отношений | 08.12.1974      | наука              | Калуга                 | [ ГС 52 ] |
| 53 | Ляпунов Георгий Сергеевич      | 1899 — 09.01.1997       | Начальник строительного участка Беловского строительного управления треста «Ленинскшахтострой» комбината «Кузбассшахтострой» Министерства строительства предприятий угольной промышленности СССР, Кемеровская область                                         | 26.04.1957      | строительство      |                        | [ ГС 53 ] |
| 54 | Макаров Иван Григорьевич       | 20.04.1912 — 21.09.1981 | Военный строитель | 29.07.1966      | строительство      | Козельский район       | [ ГС 54 ] |
| 55 | Максимов Николай Афанасьевич   | 18.02.1924 — 23.12.2013 | Бригадир комплексной бригады треста «Мосстрой» № 9 Главмосстроя Мосгорисполкома, гор. Москва | 07.05.1971      | строительство      |                        |           |
| 56 | Марещенков Пётр Григорьевич    | 28.06.1935 — 01.12.2024 | Буровой мастер конторы бурения № 1 объединения «Сахалиннефть» Министерства нефтедобывающей промышленности СССР, гор. Южно-Сахалинск Сахалинской области | 23.05.1966      | нефтепром          | Спас-Деменский район   | [ ГС 55 ] |
| 57 | Маханько Валентина Павловна    | 27.02.1931 — 11.03.2020 | Бригадир Днепровского машиностроительного завода Министерства общего машиностроения СССР, Днепропетровская область | 26.04.1971      | машиностроение     | Сухиничский район      | [ ГС 56 ] |
| 58 | Молодцов Николай Иванович      | 1924—1987               | Правщик Ковровского механического завода Министерства оборонной промышленности СССР, Владимирская область | 26.04.1971      | оборонпром         |                        | [ ГС 57 ] |
| 59 | Мурашов Сергей Иванович        | 1894 — 21.03.1967       | Старший производитель работ треста «Гордорстрой» № 1 Главмосстроя, гор. Москва | 01.02.1957      | строительство      |                        | [ ГС 58 ] |
| 60 | Муханов Григорий Васильевич    | 03.01.1931 — 01.04.1987 | Генеральный директор Московского производственного обувного объединения «Заря» Министерства лёгкой промышленности РСФСР | 16.01.1981      | легпром            | Малоярославецкий район | [ ГС 59 ] |
| 61 | Никишечкин Николай Егорович    | 01.02.1925 — 01.06.2007 | Слесарь Щёкинского химического комбината Министерства химической промышленности СССР, Тульская область | 20.04.1971      | химпром            | Козельский район       | [ ГС 60 ] |
| 62 | Новиков Максим Степанович      | 14.08.1914 — 24.10.1998 | Директор госплемзавода «Петровский» Приозерского района Ленинградской области | 21.12.1983      | сельхоз            | Козельский район       | [ ГС 61 ] |
| 63 | Обущенко Светлана Николаевна   | род. 10.12.1936         | Бригадир по выращиванию молодняка птицы совхоза «Каменский» Елецкого района Липецкой области | 22.03.1966      | сельхоз            | Людиновский район      | [ ГС 62 ] |
| 64 | Орехов Валентин Егорович       | 1927 — 24.04.2019       | Машинист локомотивного депо Чусовская Свердловской железной дороги, Пермская область | 01.08.1959      | транспорт          | Дзержинский район      | [ ГС 63 ] |
| 65 | Орлов Владимир Павлович        | 16.08.1921 — 04.04.1999 | Первый секретарь Куйбышевского обкома КПСС | 23.12.1976      | госуправление      | Мосальский район       | [ ГС 64 ] |
| 66 | Павлов Виктор Михайлович       | 23.08.1930 — 08.12.1999 | Бригадир электромонтажников Машиностроительного завода имени М. В. Хруничева Министерства общего машиностроения СССР, гор. Москва | 18.01.1980      | машиностроение     |                        | [ ГС 65 ] |
| 67 | Паничева Мария Васильевна      | 30.03.1918 — 19.08.2014 | Главный агроном совхоза имени Мамонтова Поспелихинского района Алтайского края | 19.04.1967      | сельхоз            | Сухиничский район      | [ ГС 66 ] |
| 68 | Пантелеев Георгий Пименович    | 17.09.1918 — ????       | Председатель колхоза имени Ленина Ровенского района Ровенской области | 22.03.1966      | сельхоз            | Козельский район       | [ ГС 67 ] |
| 69 | Парамонов Иван Васильевич      | 1893 — 08.10.1981       | Управляющий трестом «Мосшахтострой» Министерства строительства топливных предприятий СССР, Тульская область | 28.08.1948      | строительство      | Жиздринский район      | [ ГС 68 ] |
| 70 | Паршин Анатолий Алексеевич     | 06.10.1923 — 20.09.2014 | Генеральный директор производственного объединения «Красный котельщик» имени 60-летия СССР Министерства энергетического машиностроения СССР, гор. Таганрог Ростовской области                                                                                 | 21.02.1986      | машиностроение     | Сухиничский район      | [ ГС 69 ] |
| 71 | Перекатенков Василий Егорович  | 13.12.1930 — 14.08.2006 | Машинист горного комбайна шахты № 6 треста «Красногвардейскуголь» комбината «Тулауголь» Министерства угольной промышленности СССР, Тульская область | 29.06.1966      | углепром           | Куйбышевский район     | [ ГС 70 ] |
| 72 | Петров Владимир Сергеевич      | 19.07.1892 — 02.10.1943 | Командир 13-й отдельной железнодорожной бригады, полковник | 05.11.1943      | транспорт          | Калуга                 | [ ГС 71 ] |
| 73 | Петухов Леонид Андреевич       | 14.03.1920 — 01.03.2002 | Начальник 6-го Главного управления приборостроения Министерства среднего машиностроения СССР, генерал-лейтенант авиации, гор. Москва | 29.03.1976      | атомпром           | Кировский район        | [ ГС 72 ] |
| 74 | Пучнов Александр Фёдорович     | 10.09.1902 — ????       | Начальник комбината «Донбассантрацит» Министерства угольной промышленности западных районов СССР, Ворошиловградская область | 28.08.1948      | углепром           | Мосальский район       | [ ГС 73 ] |
| 75 | Рассказов Николай Дмитриевич   | 1926 — ????             | Старший горновой Макеевского металлургического завода имени Кирова Министерства чёрной металлургии Украинской ССР, Донецкая область | 22.03.1966      | металлургия        | Мещовский район        | [ ГС 74 ] |
| 76 | Репин Владислав Георгиевич     | 08.11.1934 — 03.12.2011 | Главный конструктор систем предупреждения о ракетном нападении и контроля космического пространства, начальник СКБ-1 Научно-технического центра Центрального научно-производственного объединения «Вымпел» Министерства радиопромышленности СССР, гор. Москва | 17.04.1978      | радиоэлектронпром  | Калуга                 | [ ГС 75 ] |
| 77 | Родичева Марфа Яковлевна       | 1913 — 07.09.1998       | Доярка опытно-производственного хозяйства «Брянское» Брянского района Брянской области | 22.03.1966      | сельхоз            | Жиздринский район      | [ ГС 76 ] |
| 78 | Ротастиков Дмитрий Иванович    | 14.10.1918 — 08.08.1999 | Управляющий отделением совхоза «Большевик» Серпуховского района Московской области | 08.04.1971      | сельхоз            | Ульяновский район      | [ ГС 77 ] |
| 79 | Румянцев Николай Сергеевич     | 01.03.1918 — 22.09.2003 | Машинист экскаватора специализированного управления «Мосэнергостроймеханизация» треста «Мосэнергострой» Министерства энергетики и электрификации СССР, гор. Москва                                                                                            | 20.04.1971      | энергетика         |                        |           |
| 80 | Руссо Георгий Андреевич        | 25.10.1901 — 05.02.1966 | Заместитель начальника и главного инженера Управления проектирования, изысканий и исследований для строительства гидротехнических сооружений («Гидропроект») Министерства внутренних дел СССР, инженер-полковник, гор. Москва                                 | 19.09.1952      | энергетика         | Малоярославецкий район | [ ГС 78 ] |
| 81 | Савчук Мария Нефедьевна        | 12.03.1930 — 23.02.2023 | Доярка совхоза «Южно-Сахалинский» Анивского района Сахалинской области | 06.09.1973      | сельхоз            | Хвастовичский район    | [ ГС 79 ] |
| 82 | Сапоженков Григорий Тимофеевич | 04.02.1932 — 21.04.2009 | Токарь-расточник Московского радиотехнического завода Министерства радиопромышленности СССР | 09.06.1977      | радиоэлектронпром  | Жиздринский район      | [ ГС 80 ] |
| 83 | Соловьёв Михаил Алексеевич     | 29.10.1926 — 2012       | Начальник участка шахты № 1/2 треста «Щёкинуголь» комбината «Тулауголь» Министерства угольной промышленности СССР, Тульская область | 29.06.1966      | углепром           | Малоярославецкий район | [ ГС 81 ] |
| 84 | Соломатина Зинаида Фёдоровна   | 23.09.1921 — 24.04.1974 | Командир корабля авиаотряда Гражданского воздушного флота, Одесская область | 07.03.1960      | транспорт          | Сухиничский район      | [ ГС 82 ] |
| 85 | Спиридонов Матвей Яковлевич    | 26.11.1912 — 17.08.1993 | Начальник объединения «Якутзолото» Министерства цветной металлургии СССР, гор. Якутск | 20.05.1966      | металлургия        | Мосальский район       | [ ГС 83 ] |
| 86 | Теренин Александр Николаевич   | 06.05.1896 — 18.01.1967 | Начальник научного отдела Государственного оптического института имени С. И. Вавилова Министерства оборонной промышленности СССР, академик Академии наук СССР, гор. Ленинград                                                                                 | 28.07.1966      | наука              | Калуга                 | [ ГС 84 ] |
| 87 | Тимохин Егор Никитович         | 27.12.1918 — 15.01.1996 | Слесарь-сборщик Чапаевского химического завода Министерства машиностроения СССР, Куйбышевская область | 26.04.1971      | оборонпром         | Кировский район        | [ ГС 85 ] |
| 88 | Трофимов Кирилл Николаевич     | 09.01.1921 — 19.10.1987 | Начальник 6-го Управления — заместитель начальника связи Вооружённых Сил СССР, генерал-лейтенант-инженер, гор. Москва | 27.01.1981      | оборона            | Калуга                 | [ ГС 86 ] |
| 89 | Туляков Иван Иванович          | 30.03.1914 — 10.02.2001 | Бригадир монтажников конструкций треста «Моспроммонтаж» Главмосстроя Мосгорисполкома, гор. Москва | 07.05.1971      | строительство      | Думиничский район      | [ ГС 87 ] |
| 90 | Туманова Анастасия Устиновна   | 1909 — ????             | Доярка подсобного хозяйства «Первомайское» хозяйственного управления Комитета государственной безопасности при Совете Министров СССР, Ленинский район Московской области                                                                                      | 05.08.1954      | сельхоз            |                        |           |
| 91 | Фадеев Яков Семёнович          | 1899 — 04.10.1985       | Старший производитель работ треста «Мосстрой» № 17 Главмосстроя, гор. Москва | 01.02.1957      | строительство      | Тарусский район        | [ ГС 88 ] |
| 92 | Федюшкин Иван Ильич            | 16.09.1930 — 22.12.2000 | Сварщик Научно-исследовательского конструкторского института монтажной технологии Министерства среднего машиностроения СССР, гор. Москва | 07.03.1962      | атомпром           | Козельский район       | [ ГС 89 ] |
| 93 | Феодосьев Всеволод Иванович    | 18.05.1916 — 24.09.1991 | Заведующий кафедрой «Баллистические ракеты дальнего действия» Московского высшего технического училища имени Н. Э. Баумана | 22.05.1986      | наука              | Калуга                 | [ ГС 90 ] |
| 94 | Фролов Константин Васильевич   | 22.07.1932 — 18.11.2007 | Директор Института машиноведения имени А. А. Благонравова Академии наук СССР, академик АН СССР и ВАСХНИЛ | 30.12.1990      | наука              | Кировский район        | [ ГС 91 ] |
| 95 | Фрольцова Василиса Гавриловна  | 20.08.1914 — 2002       | Доярка подсобного хозяйства «Первомайское» хозяйственного управления Комитета государственной безопасности при Совете Министров СССР, Ленинский район Московской области                                                                                      | 05.08.1954      | сельхоз            |                        |           |
| 96 | Христофоров Михаил Николаевич  | 13.10.1925 — 15.07.2003 | Шлифовщик Московского радиотехнического завода Министерства радиопромышленности СССР | 26.04.1971      | радиоэлектронпром  | Медынский район        | [ ГС 92 ] |
| 97 | Чистякова Валентина Яковлевна  | 23.02.1916 — 03.02.1997 | Первый секретарь Одинцовского горкома КПСС, Московская область | 22.03.1966      | госуправление      | Сухиничский район      | [ ГС 93 ] |
| 98 | Шорохова Валентина Ильинична   | 1938 — 10.06.2006       | Доярка молочно-овощного совхоза «Комсомолец» Анивского района Сахалинской области | 08.04.1971      | сельхоз            | Козельский район       | [ ГС 94 ] |
| 99 | Шураев Александр Андреевич     | 1912 — ????             | Бригадир комплексной бригады дорожно-строительного управления № 1 треста «Горгидродормост», гор. Киев | 20.12.1966      | строительство      |                        |           |